# Vincenzo Sarno
Vincenzo Sarno (Napoli, 26 maggio 1976) è un produttore cinematografico, produttore televisivo e responsabile multimediale ed editoriale italiano.
È il principale produttore della Sergio Bonelli Editore. Ha pianificato una strategia di sviluppo degli eroi Bonelli fuori dalla carta stampata, ideando e sviluppando il progetto chiamato Bonelli Cinematic Universe.

## Biografia
Si laurea all'Università degli Studi di Napoli "L'Orientale". È stato docente a contratto per l’Università degli Studi "Suor Orsola Benincasa" e ricercatore presso l’Università degli Studi di Napoli L’Orientale. Inizia a scrivere di film e serie televisive per varie riviste di settore, tra cui la Rivista del cinematografo e il quotidiano Cronache di Napoli. Ha lavorato per l'editore Kappa Edizioni, dove si è occupato della consulenza per la produzione di serie animate, la gestione degli eventi sul territorio, licensing e marketing di brand come Dragon Ball, Gundam, One Piece; per conto di Backstage svolge le stesse mansioni per il brand Star Wars. Dal 2007 inizia a collaborare con i canali televisivi del gruppo De Agostini, dove nel 2009 viene nominato direttore di co-produzione ed acquisti delle serie animate, dei reality show e delle fiction dei canali del gruppo. Produce serie televisive come Le nuove avventure di Peter Pan, Robin Hood - Alla conquista di Sherwood, Miraculous - Le storie di Ladybug e Chat Noir e il documentario Inside the Mind of Leonardo.
Nel settembre 2014 diventa produttore esecutivo e responsabile dello sviluppo multimediale e librario di Bonelli. Lavora all'acquisto dei diritti di Dylan Dog, Nathan Never, Legs e l'agenzia Alfa dalla Platinum. Nell'ottobre 2014 esordisce su Rai 4 la serie televisiva tratta da Orfani, prima produzione realizzata interamente dalla casa editrice; Sarno è uno dei produttori esecutivi. Nel 2017 esce il primo film co-prodotto dalla Sergio Bonelli Editore insieme a Sky Cinema e Lock & Valentine, Monolith; Sarno è uno dei produttori esecutivi. Dal 2018 è responsabile dello sviluppo e produttore esecutivo di Bonelli Entertainment, braccio produttivo della società milanese. Ha curato l'accordo con Hasbro insieme a Luca Del Savio per la creazione del Monopoly di Tex Willer ed il Trivial Pursuit dei fumetti, entrambi editi da Sergio Bonelli Editore; e ha curato l'accordo con la Pendragon per il gioco di carte di Bonelli Kids.

## Filmografia

### Televisione

#### Produttore esecutivo
- Angel's Friends - serie TV (2006)
- The Band - serie TV (2008-2011)
- Huntik - Secrets & Seekers - serie TV (2009)
- Viky TV - programma TV (2009-2013)
- Beast Keepers - serie TV (2009)
- Camilla Store - programma TV (2010-2013)
- Arriva lo Zecchino - programma TV (2011-2013)
- La messa di Natale con il piccolo Coro dell'Antoniano di Bologna - programma TV (2012-2013)
- Solver Bob - serie TV (2012)
- La famiglia Gionni - serie TV (2012-2013)
- Codex Atlanticus - serie TV (2012)
- Secret Ranch (Le Ranch) - serie TV (2012-2013)
- Le nuove avventure di Peter Pan (Les Nouvelles Aventures de Peter Pan) - serie TV (2012-2014)
- Talent High School - Il sogno di Sofia - serie TV (2012-2013)
- Robin Hood - Alla conquista di Sherwood (Robin Hood: Mischief in Sherwood) - serie TV (2013-2014)
- Egyxos - serie TV (2014)
- Orfani - serie TV (2014)
- Miraculous - Le storie di Ladybug e Chat Noir (Miraculous - Les aventures de Ladybug et Chat Noir) - serie TV (2014)
- The Editor Is In - serie TV (2015)
- Dragonero - I Paladini - serie TV (2023)

### Cinema

#### Produttore esecutivo
- Inside the Mind of Leonardo, regia di Julian Jones - documentario (2013)
- Monolith, regia di Ivan Silvestrini (2017)
- Dampyr, regia di Riccardo Chemello (2022)

## Riconoscimenti
- Festival della Rosa d'oro
  - 2014 – Candidatura a Inside the Mind of Leonardo
- Royal Television Society
  - 2014 – Candidatura al premio per la miglior produzione a Inside the Mind of Leonardo
- Grierson Awards
  - 2014 – Candidatura al premio come miglior documentario 2013 a Inside the Mind of Leonardo
- Creative Arts Emmy Awards
  - 2014 – Premio miglior produzione documentaristica a Inside the Mind of Leonardo[18].